# Bartomeu Serra i Gipulo
Bartomeu Serra i Gipulo (Figueres, c. 1851 - ?) fou un fotògraf català.

## Biografia
Bartomeu Serra nasqué a Figueres a la dècada dels cinquanta del segle XIX, però es traslladà a Girona des de ben petit. Treballà com a operador del fotògraf Ramon Massaguer, amb el qual col·laborà, fins que aquest deixà el negoci a mans de Tomàs Bernardi Boadas. L'any 1876, l'ajuntament li concedí permís per a col·locar "un marco de fotografías" sota les Voltes de la plaça del Vi. L'estiu del 1878, es traslladà a la plaça de Sant Agustí, actual plaça de la Independència. Aquesta galeria estava situada en el número 3 de la plaça i en el pati de la casa de Banys, i hi treballà fins al final de la dècada dels vuitanta, tant amb el nom de La Artística com amb el de La Gerundense. D'aquesta època en són conegudes fotografies com la del famós supervivent de la guerra del Francès, que per les fires de l'any 1878, data del retrat, tenia 102 anys. També, es té notícia d'una fotografia del monument a Álvarez de Castro, i de l'any 1884, un muntatge en medalló de Ferrandiz i Bellés.
Pels voltants de les fires de l'any 1889, hagué traslladat la galeria al primer pis del número 2 de l'actual Rambla de la Llibertat, on prèviament hi tingué l'estudi Ramon Massaguer. Es té constància documental que l'any 1900 hi estigué empadronat, malgrat que en aquest padró s'hi anotà com a professió la de "jornalero". Poc després, hi va fer una estada breu el fotògraf Artur Girbal. Per la primavera de l'any 1892, Serra es traslladà a la part alta de la ciutat i s'instal·là en el número 7 de la pujada de Sant Domènec. Per les fires de l'any 1899, es traslladà novament a la plaça de la Independència, però aquesta vegada en el tercer pis del número 14, un altre antic estudi de Massaguer.